# Rio Cheia Păscoaia
O Rio Cheia Păscoaia é um rio da Romênia, afluente do Păscoaia, localizado no distrito de Vâlcea.